# Creu de Bruguers
La Creu de Bruguers és una creu de terme situada davant de l'ermita de Bruguers, al municipi de Gavà (Baix Llobregat).
Construïda segurament al mateix moment de l'escultura de la façana, cap a l'any 1500, és una creu sense imatges, calada al centre amb un quadrifoli. L'ús de les frondes a tot l'exterior permet qualificar-la com a gòtica.
Al llibre 'Les creus al vent' d'Albert Bastardes, hi ha una foto de la creu de 1913.